# Kom van dat dak af
Kom van dat dak af (deutsch: Komm von dem Dach runter) ist ein 1960 erschienenes Lied des niederländischen Musikers Peter Koelewijn, damals mit seiner Band unter dem Namen „Peter en zijn Rockets“. Es gilt als die erste (erfolgreiche) Rock-’n’-Roll-Nummer der Niederlande.

## Hintergrund
Bereits wenige Jahre zuvor war der US-amerikanische Rock ’n’ Roll in den Niederlanden angekommen und wurde hier zuerst vornehmlich als sogenannter Indorock von Musikern gespielt wird, die aus der ehemaligen Kolonie Niederländisch-Indien stammen. Die somit eigentlich erste Rock’n’Rollnummer der Niederlande war der Titel Rock Little Baby Of Mine aus dem Jahr 1958 von den Tielman Brothers aus Breda.
Da diese aber keinen höheren Bekanntheitsgrad hatten und zudem meist in Deutschland auftraten, gilt in der allgemeinen Wahrnehmung letztlich Kom van dat dak af von 1960 als der erste erfolgreiche Song des Rock ’n’ Roll in den Niederlanden. Gleichwohl war der Gitarrist der Band Koelewijns der Eindhovener Karel (Charles) Jansen († 2015), dessen Vorfahren aus Niederländisch-Indien stammten.

## Inhalt
Der Text handelt von einer Seiltänzerin, die in Ermangelung eines Seils ohne ein solches auf ein Dach klettert, aber dort ihren Mut verliert. Ihr Ehemann, namens Jan Jansen, der sieht, wie das Essen kalt wird, geht raus und fordert seine Frau wütend und lautstark auf von dem Dach herunter zu kommen. Versehen mit dem Zusatz, dass es das letzte Mal sei, dass er sie warnt und sie am Ende in der (mutmaßlich schmutzigen) Dachrinne landen könnte.

## Entstehung
Zu Ende der 1950er Jahre arbeitete der gerade heranwachsende Koelewijn noch im elterlichen Fischgeschäft und stand auch mit der Ware auf dem Markt in Eindhoven. Dort hörte er Musik von Chuck Berry und Little Richard. Das inspirierte ihn zu der ersten niederländischen Rock-’n’-Roll-Platte, wie es heißt. Der Titel soll von zweien seiner Brüder stammen, die, um Passanten zu narren, gelegentlich nach oben zeigten und „Runter vom Dach!“ riefen, aber Koelewijn bestritt dies später; er könne sich nicht erinnern. Er sagt hingegen, dass er den Song kurz vor der Aufnahme improvisiert habe. So nahm er das Lied mit seiner Begleitband am 18. November 1959 als einer der ersten Künstler im neuen Bovema-Studio in Heemstede auf. Bovema war ein niederländisches Plattenlabel, bevor es in der EMI-Group aufging.
Hinter dem Klavier saß ein junger Harry van Hoof, der im Gegensatz zu Koelewijn gelegentlich klassische Musik spielte. Die Aufnahme enthält kaum Basstöne, da die Band weder die Erfahrung noch den Besitz einer Bassgitarre hatten; als Ersatz wurden tiefe Gitarrensaiten verwendet. Tatsächlich wäre das Lied beinahe nicht aufgenommen worden: Ursprünglich hatten Koelewijn und seine Rockets nur zwei Stunden Zeit im Studio gebucht; es konnte jedoch auf drei Stunden verlängert werden. Da auch diese Zeit knapper wurde, wurde „Kom van het dak af“ vermutlich in einem Take als Abschluss des Studioaufenthalts aufgenommen. Das Lied wird dominiert von einem kreisförmig pulsierenden Saxophon und Koelewijns kräftiger Stimme, der den Text mit leichtem Brabanter Akzent sang.
Noch Wochen später nahm man an Kom van dat dak af würde in der Schublade verschwinden, da dem Boss der Plattenfirma, Gerry Oord, das Lied nicht gefiel. Auch Koelewijn selbst sah für sich keine professionelle Musikerkarriere voraus, da er nach dem Besuch der Hogere Burgerschool (abgekürzt: hbs) Journalist werden wollte. Allerdings war das Lied schon im Dezember 1959 im Fernsehen zu hören; die Single-Veröffentlichung folgte kurze Zeit später.
Musikproduzent Co de Kloet sah auch schon einen Erfolg voraus. Er war Moderator der frisch gestarteten VARA-Radiosendung Tijd voor Teenagers, die seinerzeit eine Hitparade aufstellte (die Nederlandse Top 40 kam erst später, 1965, auf). So kam es, dass die Platte am 8. Januar 1960 bei Imperial Records veröffentlicht wurde (später von EMI Music übernommen). De Kloet verwandelte das Lied in einen Ohrwurm, indem er Kom van dat dak af dreimal, am Anfang, in der Mitte und am Ende der Sendung spielte.
Der Song wurde in der Folge sehr erfolgreich und stand 1960 29 Wochen auf Platz 1, 1971 sieben Wochen auf Platz 7, 1981 neun Wochen auf Platz 7 und 1989 in Zusammenarbeit mit dem Rap-Duo MC Miker G & DJ Sven 12 Wochen auf Platz 21. Im ersten Jahr wurden 130.000 Singles verkauft.

## Nachwirkung
Die erste „Gage“ sollte die Erstattung der Reisekosten gewesen sein. Der Vater von Koelewijn fand das unzureichend und nahm Verhandlungen mit Imperial auf. So stellte sich der bisherige Vertrag zudem als ungültig heraus – Peter Koelewijn war zu jung zum Unterschreiben. Es wurde in der Folge ein neuer Vertrag mit einer Gage von 2.000 Gulden oder 10 [Gulden]Cent („Dubbeltje“) pro Single angeboten. Dies entspräche einer seinerzeitigen Kaufkraft von etwa 4.000 Euro. Letztlich konnte 1960 ein Gewinn von 20.000 Gulden für die jungen Künstler verbucht werden. Als Koelewijn zurück in Eindhoven ist, kommt Philips Records in Form von Phonogram/Decca Records auf ihn zu. Sie beschreiben den Vertrag bei Bovema als Skandal und bieten Koelewijn einen neuen Vertrag an; zwar mit nur 0,05 Gulden pro verkaufter Platte, machen aber viel weniger Gebrauch von Abzügen (allerdings deckt der Vertrag nur 90 % der Pressungen ab; Tantiemen für die bei der Produktion beschädigten Platten sind somit ausgeschlossen). Das Verhalten von Phonogram ist Bovema ein Dorn im Auge; der Grundstein für jahrelange Zwietracht in der niederländischen Plattenindustrie ist gelegt. Kom van dat dak af bleibt daher Koelewijns einzige Single für Bovema.

## Andere Versionen
Der Zustrom an Tantiemen riss in den Jahren nach dem Erfolg auch nicht ab, da die Nummer etliche Male gecovert wurde. Unter anderem von folgenden Künstlern:
- Egon Kjerrman nahm eine schwedische Version des Songs auf mit dem Titel Kom ner från taket!, folgend einer Übersetzung durch Stig Anderson, dem späteren Manager von ABBA.
- EMI Deutschland veröffentlichte mit der Studioband „Oliver Twist and The Happy Twistler“ (um Johnny Fischer) das Lied als Wo ist der Geiger.
- Koelewjn selbst sang 1972 seinen Erfolgstitel mit verändertem Text auf Deutsch ein: Ich hab' ne Macke
- Anlässlich eines Konzerts zum Bestehen von 50 Jahren des Nederpop nahm Koelewijn die Nummer in einem Duett mit Boudewijn de Groot auf.
- 2011 sang der Rapper Typhoon eine Rap-Version in der Sendung Ali B op volle toeren. Koelwijn nahm im Gegenzug das Typhoon Lied Zo niet mij auf.

### Persiflagen
Auch Persiflagen auf diesen berühmten Song wurden im Laufe der Jahre gemacht.
- Kom van dat dak af, Zwarte Piet von Hetty Heyting. Ein weihnachtlich umgedichtete Version aus dem Jahr 1984.
- Kom van dat gras af von Cock van der Palm. Ein Spottlied über den zu Anfang schlechten Rasenbelag der gerade neu eröffneten Amsterdam Arena (heute Johan-Cruyff-Arena) aus dem Jahr 1996.
- Kom van dat gras af in einem Auftritt von Peter Koelewijn in der Satiresendung Even tot hier am 6. Mai 2023. In dem neu angepassten Text geht es um die gespielte Wehleidigkeit mancher zu Sturz gekommener Fußballspieler (siehe auch Schwalbe).

### Sonstiges
- Es gibt einige Bilder der begleitenden Musikpromotion, worin Koelewijn und seine Band auf einem Dach sitzen. Irgendwann jedoch lehnte er weitere solche Aufnahmen mit Verweis auf seine Höhenangst ab.[8]
- 1982 wurde Kom van dat dak af für eine Versicherungsreklame (Victoria-Vesta N.V.) verwendet, die Peter en zijn Rockets hierfür neu einspielten.
- In der niederländischen Version von Asterix im Morgenland soll Troubadix aus dem Baum geholt werden, in dem er sitzt und zu einem, bekanntermaßen unerwünschten, Liedervortrag ansetzen will. Der Häuptling Majestix will, um das zu verhindern, mit einem Beil den Baum umhacken und ruft „Jij komt van dat dak af en IK waarschuw niet meer!“ („Du kommst vom Dach runter und ICH warne nicht mehr!“)